# I intimaste laget
I intimaste laget (engelska: Please Turn Over) är en brittisk komedifilm från 1959 i regi av Gerald Thomas.
Filmen är baserad på Basil Thomas pjäs Book of the Month.

## Handling
17-åriga Jo ställer till skandal när hon skriver en ekivok roman om sin hemstad.

## Rollista i urval
- Julia Lockwood - Jo Halliday
- Ted Ray - Edward Halliday
- Jean Kent - Janet Halliday
- June Jago - moster Gladys
- Leslie Phillips - doktor Manners
- Joan Sims - Beryl, hembiträde
- Tim Seely - Robert Hughes
- Charles Hawtrey - juvelförsäljaren
- Dilys Laye - Millicent Jones, sekreterare
- Lionel Jeffries - körläraren
- Colin Gordon - Maurice
- Joan Hickson - försäljare
- Victor Maddern - mannen på stationen
- Cyril Chamberlain - mr Jones
- Marianne Stone - mrs Waring